# Ofensiva del Lago Naroch
La Ofensiva del Lago Nároch fue una batalla que se libró principalmente en marzo de 1916 para aliviar la presión alemana sobre los franceses en Verdún.

## Motivos de la ofensiva rusa

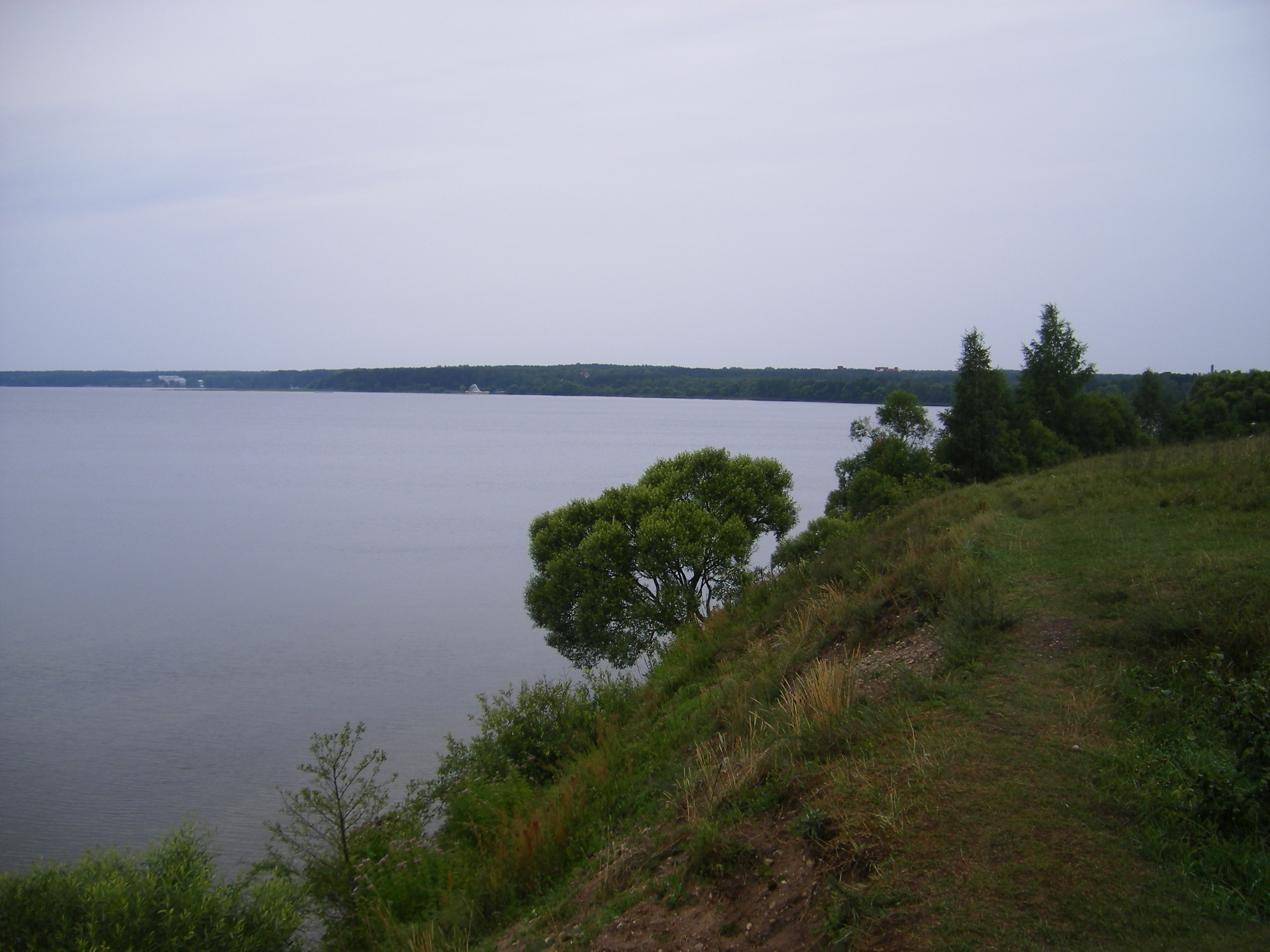
Lago Nároch

Mientras la situación de los franceses empeoraba, el general Joffre les pidió a los otros aliados que lanzaran un ataque de distracción en otro lugar para que los alemanes retiraran una parte de sus fuerzas del asedio de Verdún. El mismo razonamiento que los rusos habían empleado con los franceses en 1915 para que colaborasen en la gran retirada rusa del verano de ese año era el que utilizaban entonces los franceses para reclamar el socorro ruso. Los rusos, además, habían comunicado a los franceses que habían superado la falta de armamento y estaban listos para atacar al enemigo, si bien en privado los mandos no estaban tan satisfechos con la situación del Ejército.
Nicolás II accedió a la petición francesa, escogiendo la región del lago Nárach en la Rusia Blanca porque allá trescientos cincuenta mil rusos (parte de dos ejércitos) se enfrentaban a sólo setenta y cinco mil alemanes (el 10.º Ejército al mando del general Eichhorn).

## Ventajas y desventajas rusas
Si bien en armamento y número de soldados los rusos contaban con gran ventaja frente al enemigo —novecientos ochenta y dos cañones frente a los cuatrocientos cuarenta alemanes; trescientos cincuenta mil hombres frente a setenta y cinco mil—, el mando de la operación era mediocre y el momento elegido, a comienzos de primavera y continuas heladas y deshielos intermitentes que complicaban el abastecimiento y anulaban el efecto de las bombas, totalmente inadecuado. No solo las reservas que debían penetrar en la brecha abierta en las líneas enemigas carecían de protección en su avance hasta ellas, sino que además los alemanes conocían dos semanas antes de comenzar los planes rusos. Para remate, la artillería se dividió en dos grupos, ligera y pesada, cuyos mandos, enemistados a causa de quién tenía precedencia, no cooperaron entre sí.

## La ofensiva
El ataque comenzó el 18 de marzo con un inútil bombardeo que no consiguió nada. No había habido preparación previa de los objetivos, de manera que los artilleros disparaban a ciegas sobre donde se creía que podían estar los alemanes. Tampoco hubo colaboración entre los mandos de la artillería y la infantería para coordinar las operaciones. Las posiciones de las baterías se habían cambiado a última hora, el 13 de marzo y estas carecían de información sobre las posiciones enemigas, pues no se había hecho reconocimiento alguno de la línea alemana.
Los rusos centraron el ataque en dos kilómetros del sector más septentrional de la línea, una zona asignada al cuerpo de ejército de Pleshkov, en los que gozaban de amplia ventaja en soldados; esta concentración facilitó la tarea de la artillería alemana, que diezmó las oleadas de unidades rusas que los generales enviaban contra sus líneas. En las primeras ocho horas de batalla, los rusos perdieron quince mil hombre, tres cuartos de las fuerzas dispuestas para el primer asalto. El 19 los rusos tomaron algunas trincheras enemigas y unos seiscientos prisioneros en nuevos asaltos, pero sufrieron cinco mil bajas. El 21, mientras se desataba el caos en la retaguardia rusa por los problemas de abastecimiento —agudizados por la gran cantidad de fuerzas de caballería, que acaparaban los suministros disponibles—, los alemanes infligieron otras veinte mil bajas a los atacantes rusos. Solo al sur del sector, donde la artillería cooperó con la infantería, los rusos lograron avanzar algunos kilómetros y capturar unos mil prisioneros; Balúyev, que mandaba el cuerpo de ejército del sector, no contó con el apoyo del senil Sirelius, que mandaba el que se hallaba justo al norte de sus posiciones. En el sector de Sirelius, las bajas supusieron únicamente el 1 % del cuerpo de ejército, pero se debieron a congelación, no a combates con el enemigo, inexistentes.
Tras nuevos asaltos infructuosos de las tropas de Pleshkov y Balúyev a finales de marzo, los combates se transformaron en un mero duelo artillero. Todo el territorio que los rusos habían arrebatado a los alemanes estos lo recuperaron en abril mediante una serie de contraataques.
Un ataque secundario cerca de Riga en el 21 de marzo no logró más. La maniobra entera falló totalmente, porque dañó el espíritu de los rusos sin ayudarles a los franceses. Para repeler la acometida rusa, los alemanes apenas reforzaron el sector atacado con tres divisiones, que no enviaron del frente occidental.
La vana ofensiva costó a los rusos ciento doce mil hombres; a los alemanes, veinte mil. La derrota rusa sumió a la mayoría de los mandos en la parálisis: se convencieron de que era imposible quebrar las líneas enemigas, ya que ni con una gran ventaja de hombres y artillería había resultado posible. Solo el frente suroeste superó este fatalismo, el septentrional y el central no volvieron a acometer ofensivas de importancia.